# Віцепрезидент Болгарії
Віцепрезидент Болгарії (болг. Вицепрезидент на България) — державна посада, встановлена Конституцією Болгарії. Болгарія є єдиною країною в Європі, крім Швейцарської Конфедерації, у якій існує посада віцепрезидента.
Віцепрезидент обирається на всенародному голосуванні, одночасно з президентом. Кандидати в президенти і віцепрезидент висуваються від однієї партії. Їм забороняється обіймати будь-яку іншу посаду після обрання.
Відповідно до конституції, віцепрезидент повинен бути головним помічником президента в його/її службових обов'язках.
З 22 січня 2017 року цю посаду обіймає Іліяна Йотова.

## Віцепрезидент (1990–1992)
Обраний Народним зборами.
- Атанас Семерджієв (1 серпня 1990 — 22 січня 1992) Желю Желев

## Віцепрезидент (з 1992)
Обрані на президентських виборах.
- Блага Димитрова (22 січня 1992 — 6 липня 1993) Желю Желев
- Тодор Кавалджієв (22 січня 1997 — 22 січня 2002) Петро Стоянов
- Ангел Марін (1) (22 січня 2002 — 22 січня 2007) Георгій Пирванов
- Ангел Марін (2) (22 січня 2007 — 22 січня 2012) Георгій Пирванов
- Маргарита Попова (22 січня 2012 —22 січня 2017) Росен Плевнелієв
- Іліяна Йотова (22 січня 2017 —) Румен Радев